# Notodendrodes
Notodendrodes es un género de foraminífero bentónico de la familia Notodendrodidae, de la superfamilia Astrorhizoidea, del suborden Astrorhizina y del orden Astrorhizida. Su especie-tipo es Notodendrodes antarctikos. Su rango cronoestratigráfico abarca el Holoceno.

## Discusión
Clasificaciones previas incluían Notodendrodes en la superfamilia Hippocrepinoidea y en el suborden Textulariina del orden Textulariida.

## Clasificación
Notodendrodes incluye a las siguientes especies:
- Notodendrodes antarctikos
- Notodendrodes hyalinosphaira